# Oberbalm
Oberbalm är en ort och kommun i distriktet Bern-Mittelland i kantonen Bern, Schweiz. Kommunen har 870 invånare (2023).